# Новая Гребля (Винницкая область)

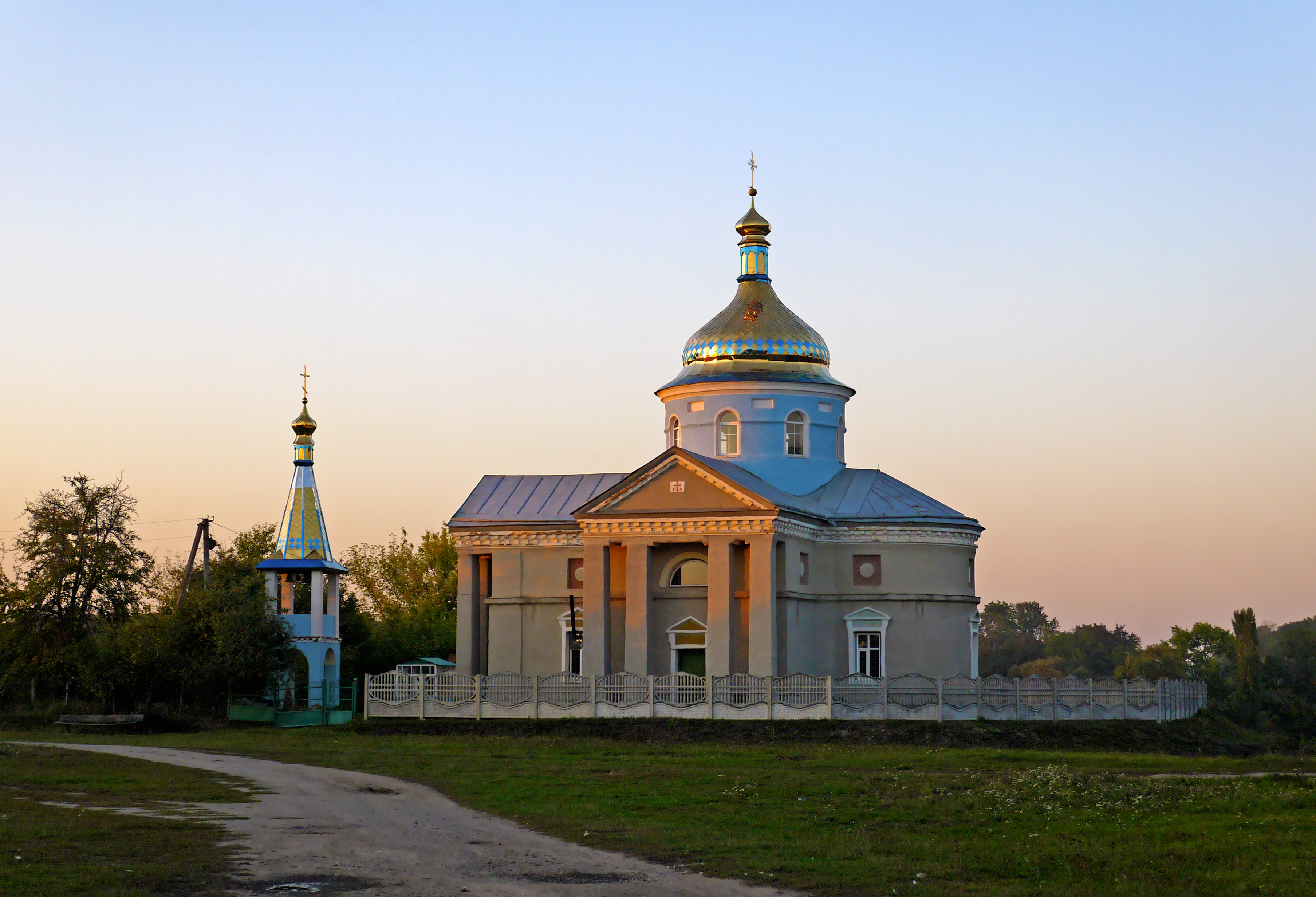
Михайловская церковь

Но́вая Гре́бля (укр. Нова́ Гре́бля) — село в Калиновском районе Винницкой области Украины.
Расположено на обоих берегах реки Десна (левый приток Южного Буга).

## История
В 1899 году в селе был открыт сахарный завод.
В ходе Великой Отечественной войны в 1941—1944 годы село было оккупировано немецкими войсками. В войне участвовали 313 жителей села, 115 из них были награждены орденами и медалями СССР.
По состоянию на начало 1972 года численность населения составляла 1986 человек, здесь действовали колхоз имени Ленина (специализировавшийся на выращивании зерновых и технических культур, а также разведении скота мясо-молочных пород, на балансе которого находилось 2235 гектаров обрабатываемых земель), училище механизации сельского хозяйства, средняя школа, больница, клуб, киностационар и три библиотеки.
В 1997 году находившееся здесь профессионально-техническое училище № 43 было ликвидировано.
По переписи 2001 года население составляло 1258 человек.

## Транспорт
Село находится в 5 км от железнодорожной станции Новая Гребля.

## Религия
В селе действует храм Архистратига Божьего Михаила Калиновского благочиния Винницкой епархии Украинской православной церкви.

## Известные уроженцы
В селе родились:
- Борецкий Виталий Васильевич — поэт;
- Гедз Микола Сергиевич — поет, краевед, педагог;
- Ткаченко Наталья Юрьевна — поэтесса;
- Яворский Сергий Иванович (1892—1923) — полковник Армии УНР.

## Адрес местного совета
22452, Винницкая область, Калиновский р-н, с. Новая Гребля, ул. Революционная, 1